# Пярунас (озеро)
Пярунас (лит. Perūnas) — небольшое озеро в восточной части Литвы, расположенное на территории Швенчёнского района. Находится в 25 километрах к юго-западу от Швенчениса. Лежит на высоте 147,8 метров. Озеро имеет овальную форму. Длина 0,75 км, максимальная ширина — 0,54 км. Берега низкие, заболоченные. наибольшая глубина 2,2 м. Площадь Перунаса составляет 0,297 км².